# Decimo Giunio Bruto Sceva
Decimo Giunio Bruto Sceva  (in latino Decimus Iunius Brutus Scaeva; fl. IV-III secolo a.C.) è stato un politico e generale romano.

## Biografia
Fu magister equitum nel 339 a.C. sotto il comando del dittatore Quinto Publilio Filone.
Fu eletto console nel 325 a.C. con Lucio Furio Camillo. Mentre a Decimo fu affidata la campagna contro i Vestini, a Lucio fu affidata quella contro i Sanniti, che però non fu in grado di condurre, in quanto gravemente malato.
Decimo saccheggiò le campagne dei Vestini, costringendoli a uno scontro in campo aperto, dove i romani, seppur con molte perdite, ebbero la meglio. Non pago del successo ottenuto, il console espugnò le città di Cutina e Cingilia, concedendo il bottino ai soldati.
Fu eletto console una seconda volta nel 292 a.C. con Quinto Fabio Massimo Gurgite. Quell'anno Roma fu colpita da una terribile pestilenza.